# Luis Alberto Lacalle Pou
Luis Alberto Alejandro Aparermo Lacalle Pou (sinh ngày 11 tháng 8 năm 1973) là một luật sư, chính trị gia và tổng thống đương nhiệm của Uruguay sau khi giành chiến thắng trong cuộc tổng tuyển cử năm 2019 của Uruguay với tỷ lệ phiếu bầu 48,8% trên tổng số phiếu so với đối thủ Martínez với 47,3% phiếu bầu.
Ông là Chủ tịch Hạ viện Uruguay giai đoạn 2011-2012. Ông đã là Thượng nghị sĩ Uruguay từ 15 tháng 2 năm 2015 đến 12 tháng 8 năm 2019.

## Lý lịch
Sinh ra ở Montevideo, ông là con trai của cựu tổng thống của Uruguay, Luis Alberto Lacalle và Julia Pou, cựu thượng nghị sĩ và đệ nhất phu nhân Uruguay.. Ông kết hôn với Lorena Ponce de León và họ cùng nhau có ba đứa con: Luis Alberto, Violeta và Manuel.
Ông học tiểu học và trung học tại Trường Anh ở Montevideo, và vào năm 1998, anh đã nhận được bằng luật từ Đại học Công giáo Uruguay.